# Placă din așchii de lemn

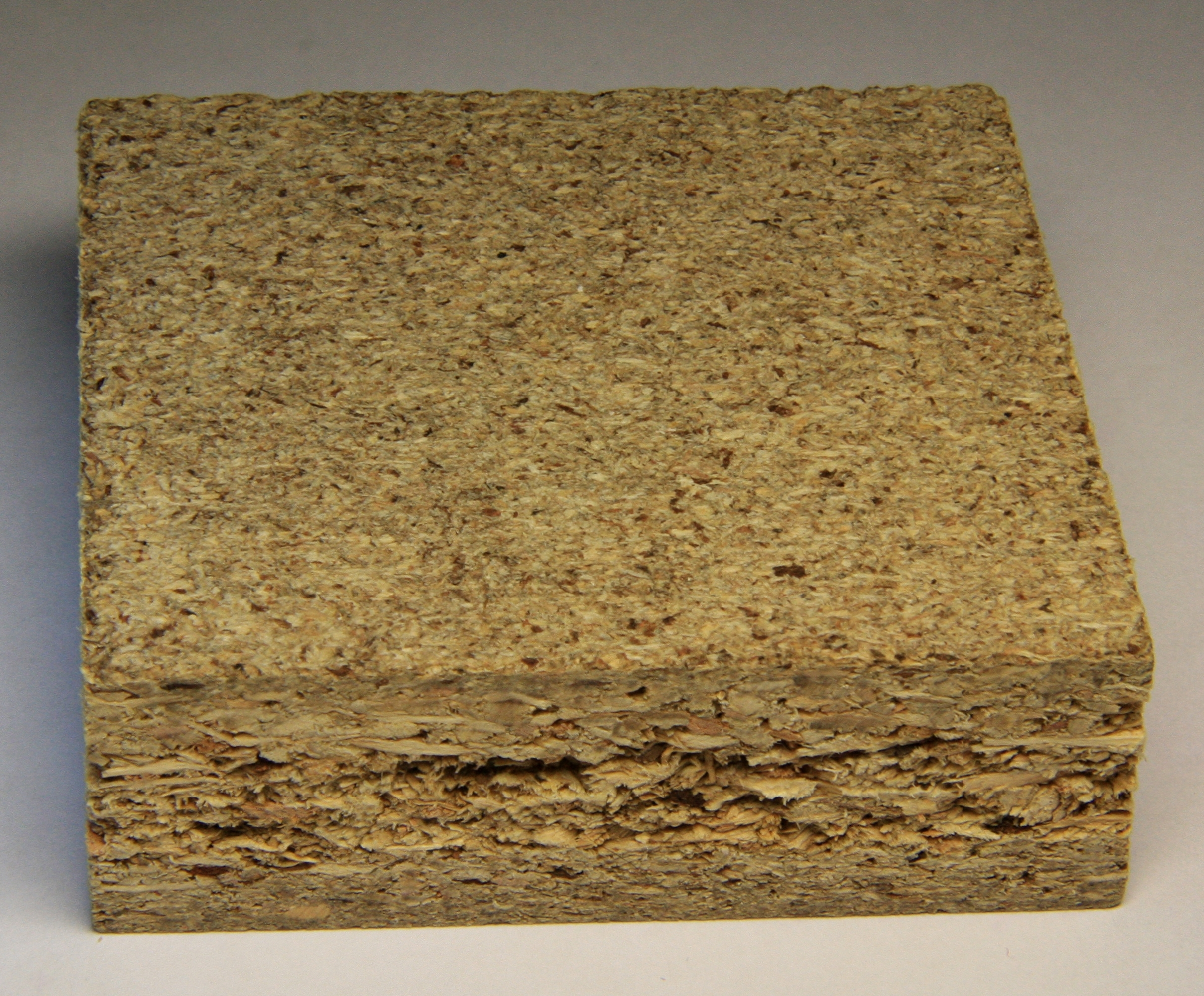
Placă simplă de PAL

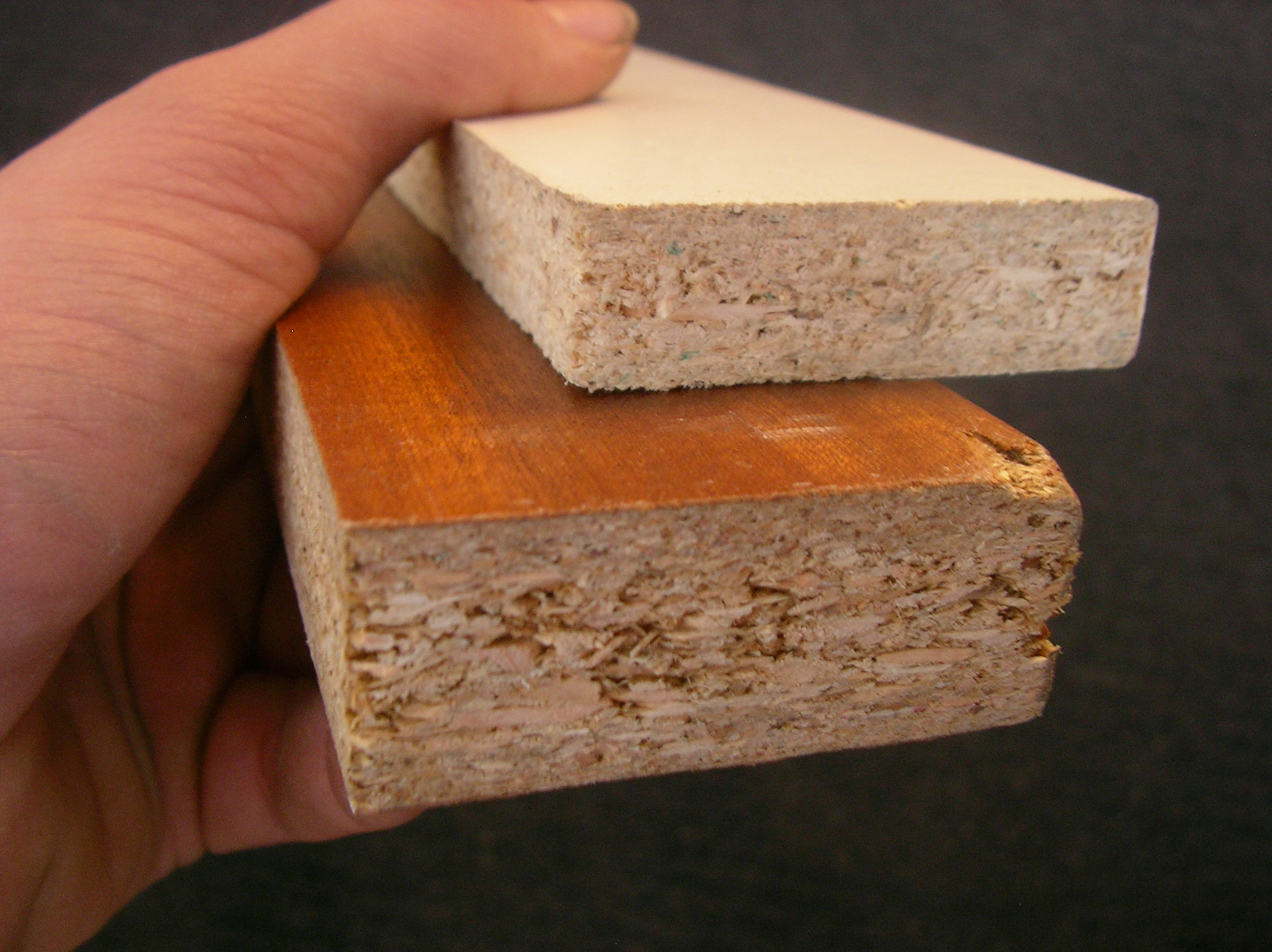
PAL furniruit

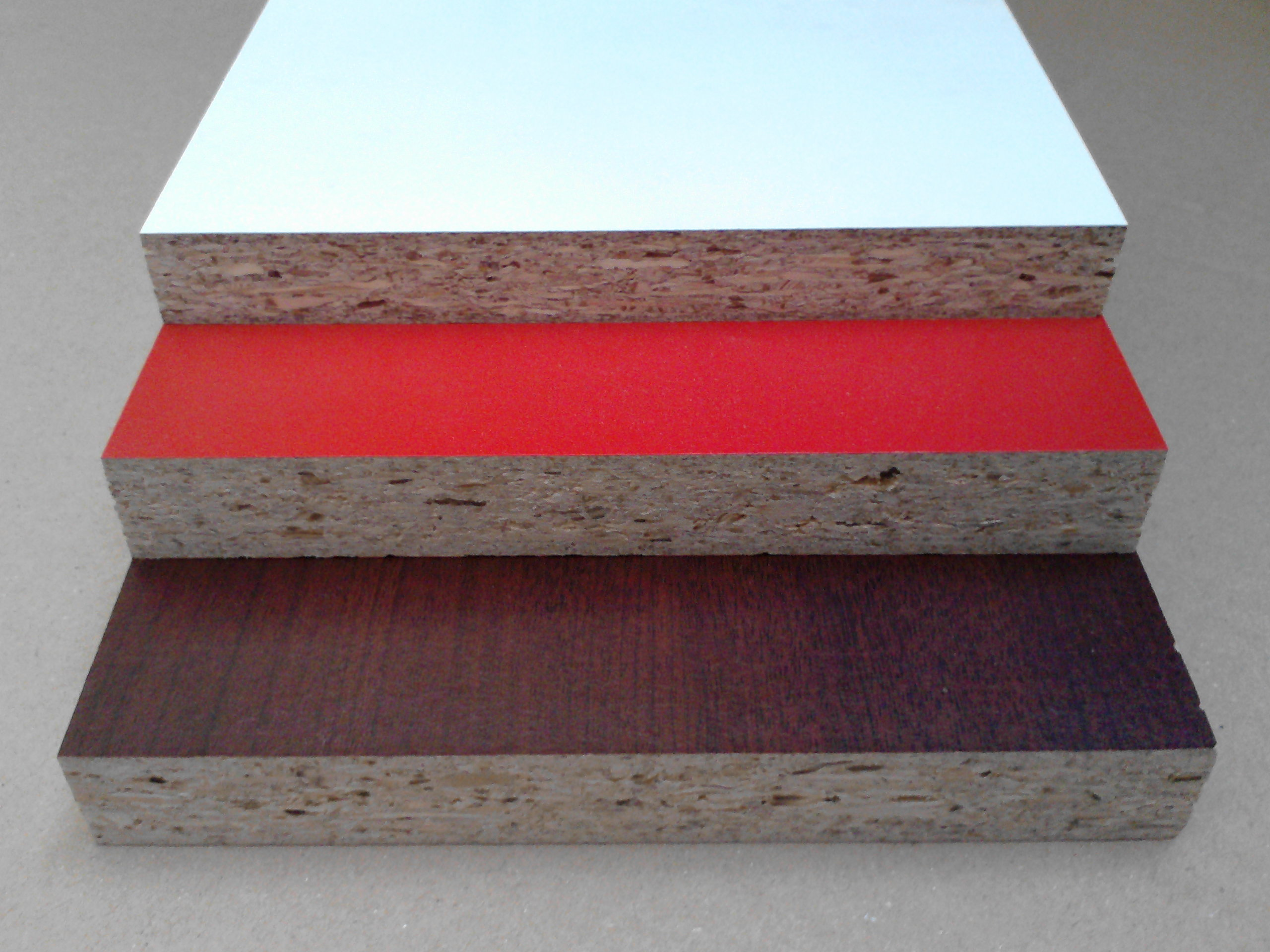
PAL melaminat

Placa din așchii lemnoase sau PAL, face parte din categoria plăcilor semifinite din lemn, alături de plăcile din fibră de lemn (PFL) plăcile OSB, MDF sau HDF, fiind un produs fabricat din așchii de lemn, resturi de la fabricarea de cherestea, sau chiar rumeguș și o rășină sintetică sau alt liant adecvat, care este presat sau extrudat. Palul este un material compozit.
Tipuri de PAL:
- extrudat: fabricat prin extrudare și are grosimea cuprinsă între 16 și 60 mm. Este o tehnologie puțin răspândită.
- presat: fabricat prin presare, cu grosimi între 8 și 60 mm; se utilizează în industria mobilei, construcția de scări interioare sau construcții de lemn.
- melaminat: PAL finisat prin acoperirea fețelor cu un material realizat din film de melamină: este folosit la mobilierul de bucătărie sau în laboratoare și școli, unde expunerea la uzură este mai mare.